# Banderbach

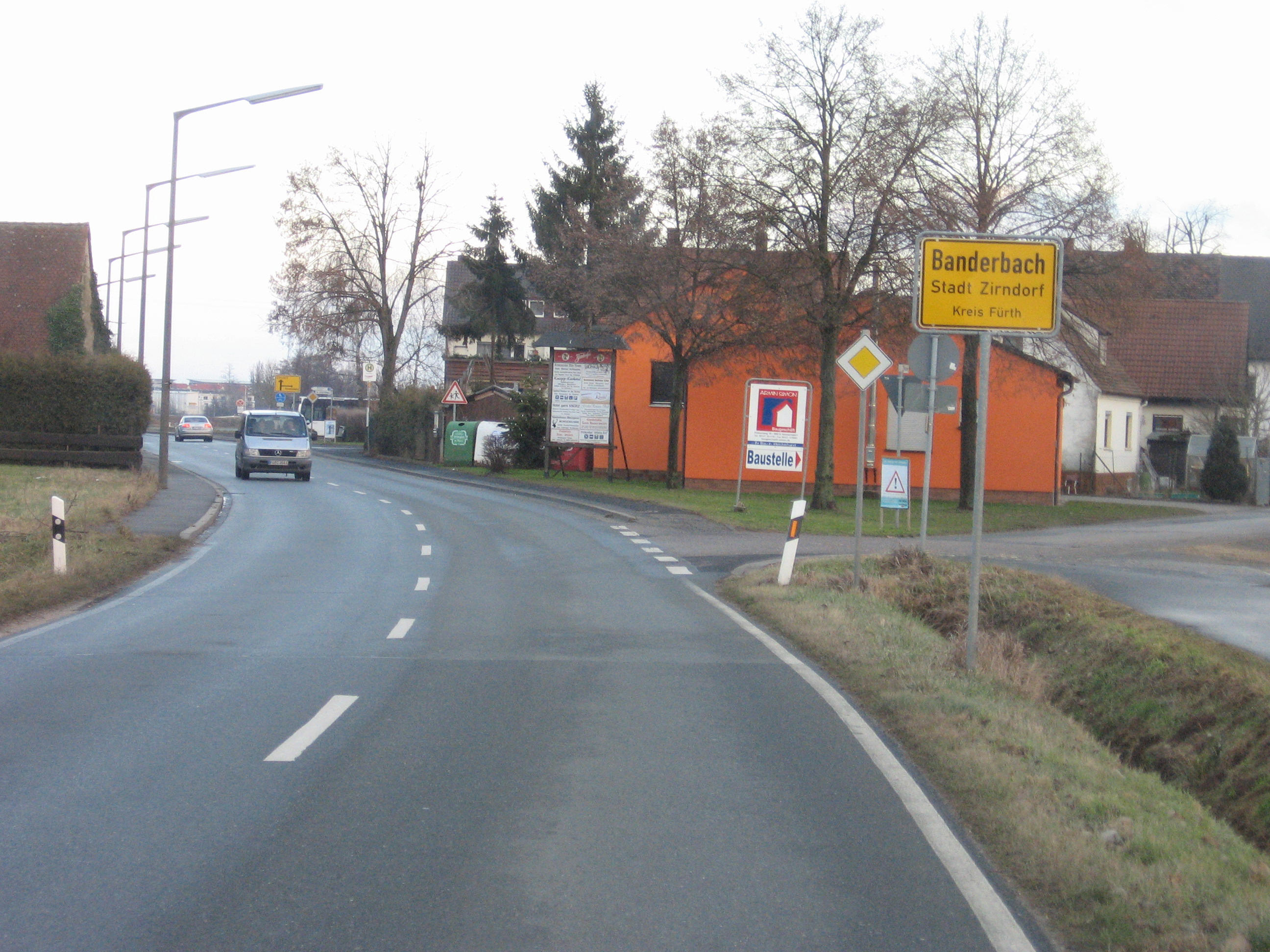
Banderbach Ortsdurchfahrt (West)

Banderbacher Verwerfung

Banderbacher Verwerfung Erklärung

Banderbach (fränkisch: Bandea-bach) ist ein Gemeindeteil der Stadt Zirndorf im Landkreis Fürth (Mittelfranken, Bayern). Banderbach liegt in der Gemarkung Bronnamberg.

## Geographie
Durch das Dorf fließt der gleichnamige Banderbach, welcher kanalisiert und von seinem ursprünglichen Bachbett vor Zirndorf in die Bibert umgeleitet wird. Der Banderbach sorgte fast jährlich im Frühjahr für Hochwasser in der Zirndorfer Altstadt. Unmittelbar nördlich des Ortes mündet der Irlesgraben als rechter Zufluss in den Banderbach. Im Nordwesten liegt das Waldgebiet Brünst, im Norden der Gemeindeteil Weiherhof. Ansonsten ist der Ort von Acker- und Grünland mit vereinzeltem Baumbestand umgeben. Die Kreisstraße FÜ 19 verläuft nach Wachendorf (3 km westlich) bzw. nach Zirndorf (2,4 km südöstlich). Gemeindeverbindungsstraßen führen nach Weiherhof (0,5 km nördlich) und nach Bronnamberg (1,7 km südwestlich).

## Banderbacher Verwerfung
Auf einem Banderbach Richtung Nordosten verlassenden Fußweg kann am Ortsrand bei einem Hangeinschnitt eines Hohlweges die so genannte „Banderbacher Verwerfung“ besichtigt werden. Hierbei handelt es sich um eine Anomalie von sich überlagernden Ton- und Sandsteinen im Blasensandstein des Mittelfränkischen Beckens. So wurde bei der Formung der Sandsteinkeuperregion zwischen zwei eng beieinander liegenden, nach Nordosten einfallenden Störungen, eine kleine Scholle um etwa einen Meter angehoben, was in der offen liegenden Verwerfung bei dem Hangeinschnitt zu sehen ist.
Aus geowissenschaftlicher Perspektive ist dieses Geotop als wertvoll eingestuft und im Umweltobjektkatalog des Bayerischen Staatsministerium für Umwelt und Gesundheit aufgelistet und Geologenkreisen auf der ganzen Welt bekannt.
Seit Mitte der 80er Jahre kümmert sich mit dem „Verein zur Förderung und Erhaltung der Banderbacher Verwerfung e. V.“ eine örtliche Vereinigung um die Pflege des Denkmals.

## Geschichte
Die erste urkundliche Erwähnung war im Jahr 1316 im Gültbuch des Klarissenklosters St. Klara Nürnberg; dort wird ein Ort „Banderpach“ genannt. Ein Hermann von Banderbach wurde 1325 als Klosteramtmann von St. Klara in Nürnberg beschrieben. Im selben Jahr kaufte der Bruder Walther ein Almosen vom Kloster St. Klara in „Panderpach“. Das Kloster St. Klara bzw. deren Äbtissin Elsbeth ließ 1339 den Brüdern „Cunrad und Hermann den Heulern“ das Erbrecht zu ihren Gütern in „Panderbach“. Der Ort blieb lange mit dem Kloster verbunden. Zahlreiche weitere Urkunden aus diesen Jahren belegen dies. Im Jahr 1380 besaß das Kloster mittlerweile den ganzen Ort. Es wurden nur drei Anwesen genannt. In das bergsche Reichslehenbuch wurde 1396 ein gewisser „Hübener zu Bonderbach“ eingetragen.
Aus einer Urkunde, die zwischen 1373 und 1398 entstanden sein muss, geht hervor, dass der Bamberger Bischof Lamprecht einen Anspruch auf den Novalzehnten in „Banderbach“ hatte (dies ist schon die heutige Bezeichnung, wechselt dennoch im weiteren Verlauf immer wieder). Banderbach taucht 1414 unter dem Namen „Wanderbacher Weyer“ auf. Das Dorf wurde 1430 in der Pfarrei Roßtal als „Bandersbach“ geführt. Im Jahre 1432 handelte es sich wieder um das Kloster St. Klara, wobei es sich um ein Morgen Ackerland in „Panderbach“ als Erblehen an einen Hans Kugler dreht. Der Ort nennt sich 1504 „Pannderpach“. Eine Kaufurkunde aus dem gleichen Jahr bescheinigt dem Zirndorfer Contz Auerhammer den Verkauf über einen Trieb Kühe und Schafe an das Dorf „Panderpach“.
Der Einfluss des Klosters St. Klara in Nürnberg bestand noch lange über die Reformationszeit hinweg. Banderbach erging es wie allen Orten um die Alte Veste in Zirndorf: In diesem Schicksalsjahr 1632 wurde es ebenfalls verwüstet. Genaue Berichte darüber sind aber nicht vorhanden. Banderbach gehörte 1678 noch zur Pfarrei Roßtal, ab 1711 gehörte der Ort zur Pfarrei Zirndorf. Im Jahr 1732 ist in einer Urkunde von einem „Wannenbach“ die Rede.
Gegen Ende des 18. Jahrhunderts gab es in Banderbach 17 Anwesen. Das Hochgericht übte das brandenburg-ansbachische Oberamt Cadolzburg aus. Die Dorf- und Gemeindeherrschaft hatte das Landesalmosenamt der Reichsstadt Nürnberg, was aber vom Oberamt Cadolzburg bestritten wurde. Grundherren waren das Kastenamt Cadolzburg (1 Viertelhof), die Kaplanei Zirndorf (2 Häuser), die Reichsstadt Nürnberg: Landesalmosenamt (1 Hof, 1 Halbhof, 1 Hirtenhaus), St.-Klara-Klosteramt (2 Halbhöfe), Spitalamt (2 Höfe, 4 Halbhöfe, 1 Gut) und Nürnberger Eigenherren: von Behaim (1 Halbhof), von Harsdorf (1 Viertelhof).
Von 1797 bis 1808 unterstand der Ort dem Justiz- und Kammeramt Cadolzburg. Im Rahmen des Gemeindeedikts wurde Banderbach dem 1808 gebildeten Steuerdistrikt Leichendorf zugeordnet. Es gehörte der im selben Jahr gegründeten Ruralgemeinde Bronnamberg an. Ein Anwesen unterstand in der freiwilligen Gerichtsbarkeit bis 1812 dem Patrimonialgericht Fischbach, ein Anwesen von 1823 bis 1835 dem Patrimonialgericht Leyh.
Im Gegensatz zu den Nachbarorten Bronnamberg und Weiherhof setzte in Banderbach in den 70er Jahren kein großer Bauboom ein und daher blieb die Ortschaft bis zum heutigen Tage auf etwa diesen Einwohnerstand. Im Jahr 1977 wurde ein neues Feuerwehrhaus eingeweiht. Die Gemeinde Bronnamberg wurde am 1. Mai 1978 im Rahmen der Gebietsreform in Bayern aufgelöst und in die Stadt Zirndorf eingegliedert. Eine Erweiterung des Feuerwehrhauses fand 1983 statt. 1989 wurde die neue Ortsverbindungsstraße Bronnamberg-Banderbach eröffnet, welche Banderbach als Umgehungsstraße vom Durchgangsverkehr entlastet.
2007 gründete die Dorfgemeinschaft den Verein "Die Banderbacher". Als Vereinsheim dient das im Jahre 1977 bzw. 1983 erbaute Feuerwehrhaus in Banderbach. Der erste Vorstand Hans Ulrich gab bei der Jahreshauptversammlung in 2011 bekannt, dass der Verein bereits mehr als 100 Mitglieder zählt. Die Satzung des Vereins "Die Banderbacher" zeigt als Zweck die Erhaltung und Förderung der Dorfgemeinschaft. Dies wird insbesondere durch die monatlichen Treffen im Vereinsheim umgesetzt. Die notwendigen Veränderungen bei der Energiewende in Deutschland wurden vom Verein "Die Banderbacher" durch den Bau einer Photovoltaikanlage im Jahr 2011 auf dem Vereinsheim unterstützt.

## Einwohnerentwicklung
| Jahr      | 001818 | 001840 | 001861 | 001871 | 001885 | 001900 | 001925 | 001950 | 001961 | 001970 | 001987 | 002007 | 002022 |
| Einwohner | 99     | 109    | 142    | 128    | 139    | 116    | 136    | 175    | 139    | 130    | 154    | 213    | 242    |
| Häuser    | 16     | 18     |        |        | 21     | 25     | 23     | 26     | 27     |        | 40     |        |        |
| Quelle    | [ 10 ] | [ 11 ] | [ 12 ] | [ 13 ] | [ 14 ] | [ 15 ] | [ 16 ] | [ 17 ] | [ 18 ] | [ 19 ] | [ 20 ] |        | [ 1 ]  |

## Religion
Der Ort ist seit der Reformation evangelisch-lutherisch geprägt und bis heute nach St. Rochus (Zirndorf) gepfarrt. Die Einwohner römisch-katholischer Konfession sind nach St. Josef (Zirndorf) gepfarrt.

## Wanderwege
Durch den Ort führen die Fernwanderwege Burggrafenweg und Theodor-Bauer-Weg.